# Топоров (село)
Топоров — село в Бусской городской общине Золочевского района Львовской области Украины. Население по переписи 2001 года составляло 1043 человека. На Украине Топоров является деревней с наибольшим количеством хуторов (около 50).

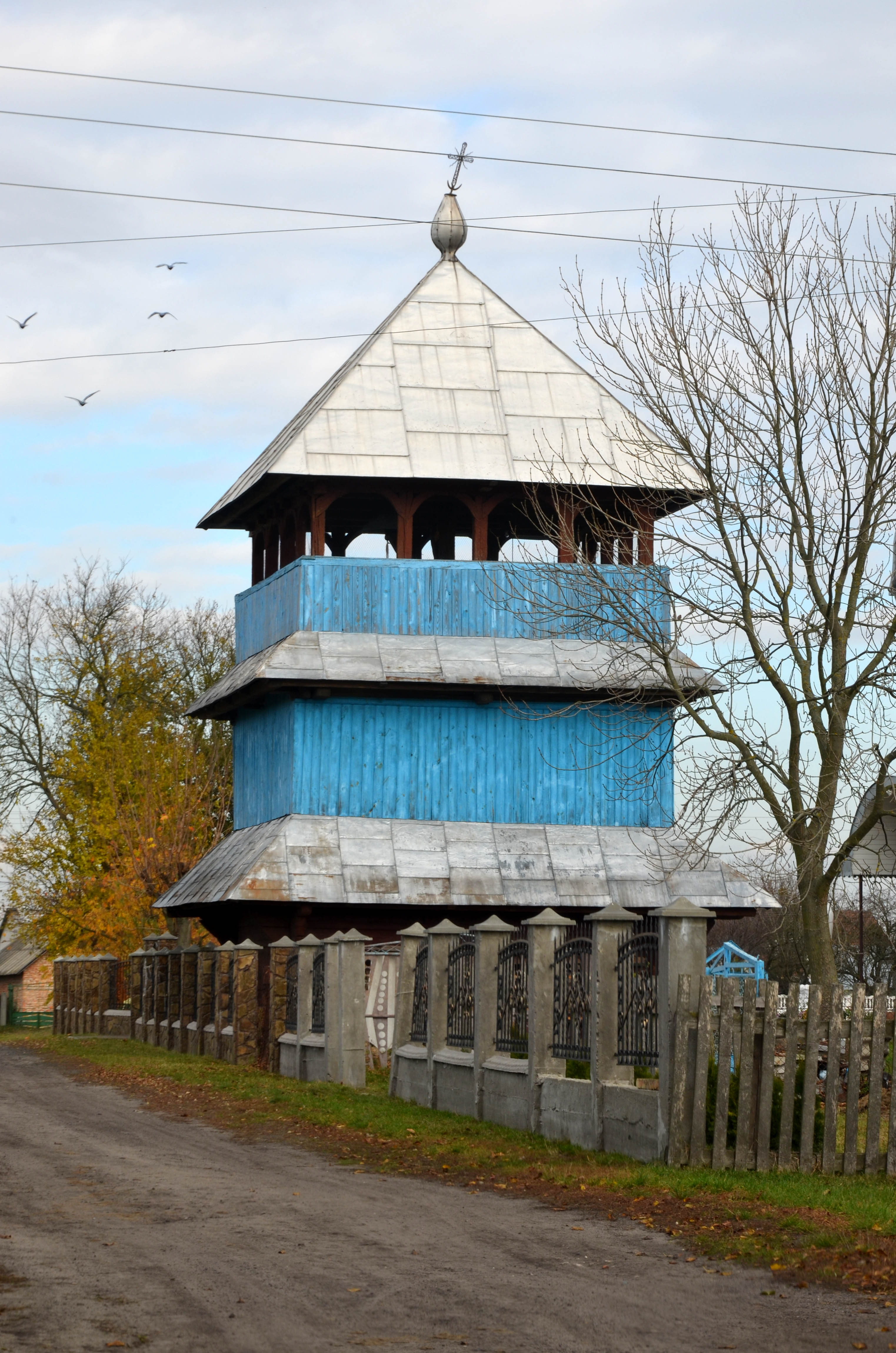
Колокольня Георгиевской церкви, XVIII в.